# خالد العبود
خالد العبود عضو مجلس الشعب السوري منذ العام 2008 عن حزب الوحدويين الاشتراكيين محافظة درعا.
اشتهر خلال فترة الحرب السورية بظهوره الاعلامي النشط عبر شاشات الاعلام السوري المحلي والعربي .
اعتقلته الأمن العام السوري في مايو 2025.

## مناصبه
- أمين سر مجلس الشعب السوري .

- أمين سر حزب الوحدويين الاشتراكيين .

- مدير تحرير صحيفة الوحدوي التابعة للحزب نفسه .

- عضو اتحاد الكتاب العرب .[1]

## مؤلفاته
- حوار على أرض محايدة .

- نقد الخطاب الديني السياسي .

- قراءات في دفتر الصمت العربي .

- رثاء المديح المر .